# کابلشکووو (استان کرجالی)
کابلشکووو (به بلغاری: Kableshkovo) یک منطقهٔ مسکونی در بلغارستان است که در شهرستان چرنوچن واقع شده‌است.
 کابلشکووو ۱٫۲۴ کیلومتر مربع مساحت و ۱۹۱ نفر جمعیت دارد.